# Stazione di Maccagno
La stazione di Maccagno è una stazione ferroviaria a servizio del centro abitato di Maccagno, in provincia di Varese. Si trova sulla linea Cadenazzo-Luino, gestita con regolamenti tecnici di tipo svizzero.

## Storia
La stazione fu attivata nel 1882, contemporaneamente all'apertura della linea Novara-Pino, realizzata per collegare la linea del Gottardo con la pianura padana e il porto di Genova.

## Strutture e impianti
Il fabbricato viaggiatori è un edificio a due piani in classico stile ferroviario. È ceduto in comodato d'uso al comune di Maccagno con Pino e Veddasca.
La stazione presenta due binari passanti, serviti da una banchina con attraversamento a raso.
In precedenza erano presenti un terzo binario passante (ora rimosso), in uso solo per i treni merci, e un tronchino lato Cadenazzo. In passato, era presente un piccolo scalo merci.
La stazione è impresenziata.

## Movimento
La stazione è servita dai treni della linea S30 (Bellinzona-Cadenazzo-Luino-Gallarate).

## Servizi
È gestita da Rete Ferroviaria Italiana che ai fini commerciali classifica l'impianto in categoria Bronze.
La stazione dispone di:
- Sottopassaggio
- Ascensore